# レンブラント・ブガッティ
レンブラント・ブガッティ（Rembrandt Bugatti、1884年10月16日 - 1916年1月8日）は、イタリア生まれの彫刻家である。動物の彫刻で知られている。

## 略歴
ミラノで生まれた。父親のカルロ・ブガッティ(1856–1940)は有名なアール・ヌーヴォー様式の家具・宝飾品のデザイナーで、兄のエットーレ・ブガッティ(1881-1947)は、自動車技術者になり、自動車メーカーの「ブガッティ」の創業者となった。叔母のルイージャ・ピエリーナ・ブガッティ(Luigia ierina Bugatti)は画家のジョヴァンニ・セガンティーニと事実婚の関係にあった。
叔父のセガンティーニから美術を学び、父親の友人のロシアの彫刻家パオロ・トルベツコイ(1866-1938)に勧められて彫刻の道に進んだ。ミラノのブレラ美術アカデミーで学び、最初の作品をヴェネツィアで発表した。1902年に家族とパリに移住し、パリでも作品を展覧会に出展した。
父親の知り合いの美術鋳造所を経営し画廊店主でもあったアドリアン・エブラール(Adrian Hébrard)と契約し、多くの青銅像を制作した。自然を愛し、パリ植物園近くの野生動物保護地区で多くの時間を過ごし、1907年からはアントウェルペンの動物園近くにスタジオを開き、珍しい動物の特徴や動きを研究した。 ゾウやヒョウ、ライオンなどの動物の彫刻で有名になった。
1911年、エブラールの画廊で100点以上の彫刻の展示会を開き人気を集めた。1912年ストックホルムオリンピックの芸術競技の彫刻部門にも作品を出展した 。
第一次世界大戦が始まると、志願して、アントウェルペンの陸軍病院で救急救命の仕事に従事したが、この経験や戦争によって動物園の多くの動物が処分されねばならなくなったことなどから、ブガッティはうつ病を発症した。パリに戻るが、1916年1月8日にパリで31歳で自殺した 。
兄が企画し1927年から製造された自動車、ブガッティ・ロワイヤルのラジエーター・キャップの意匠の象は、レンブラント・ブガッティの作品からデザインされた。

## 作品

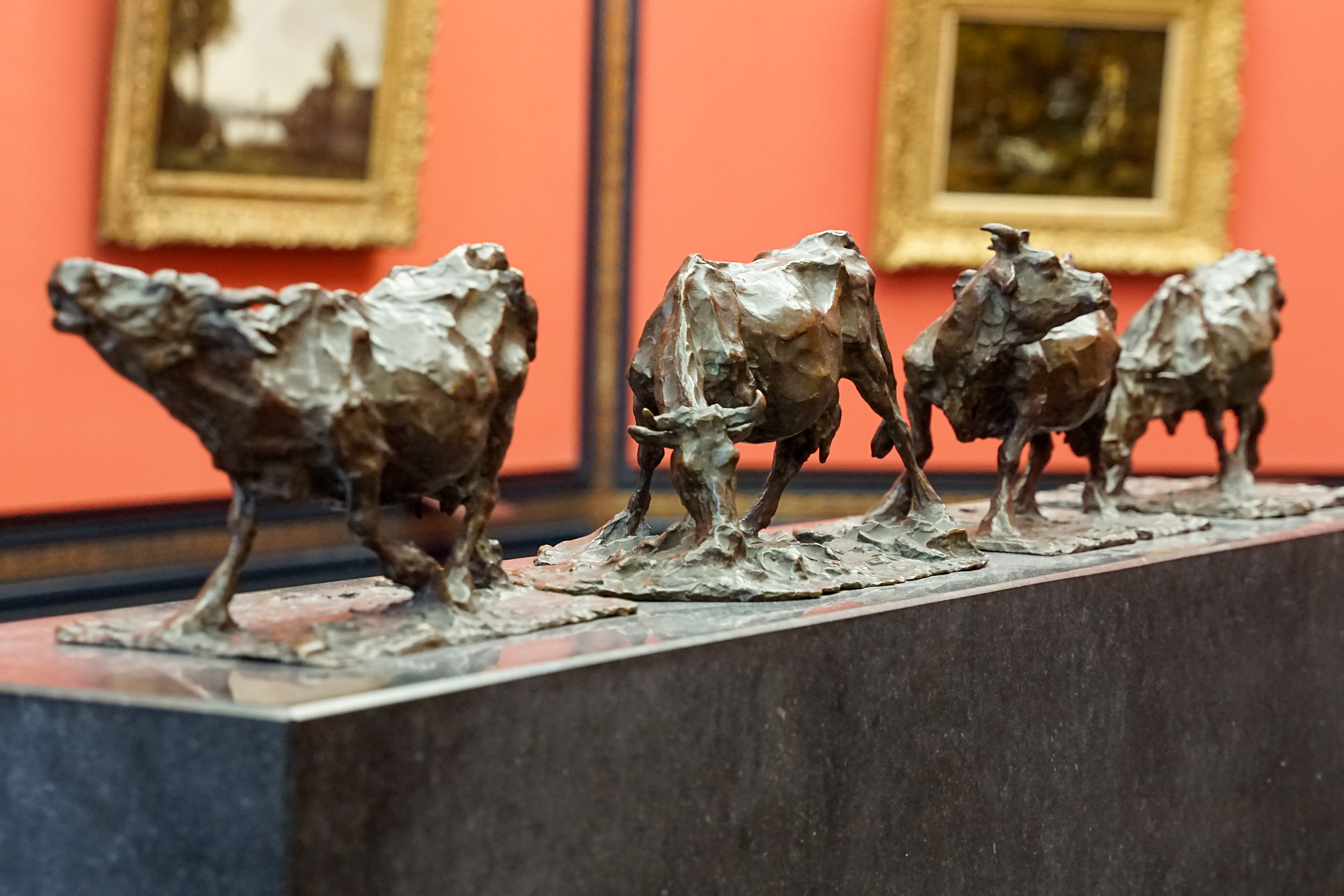
4頭の牛(1901) 旧国立美術館 (ベルリン)
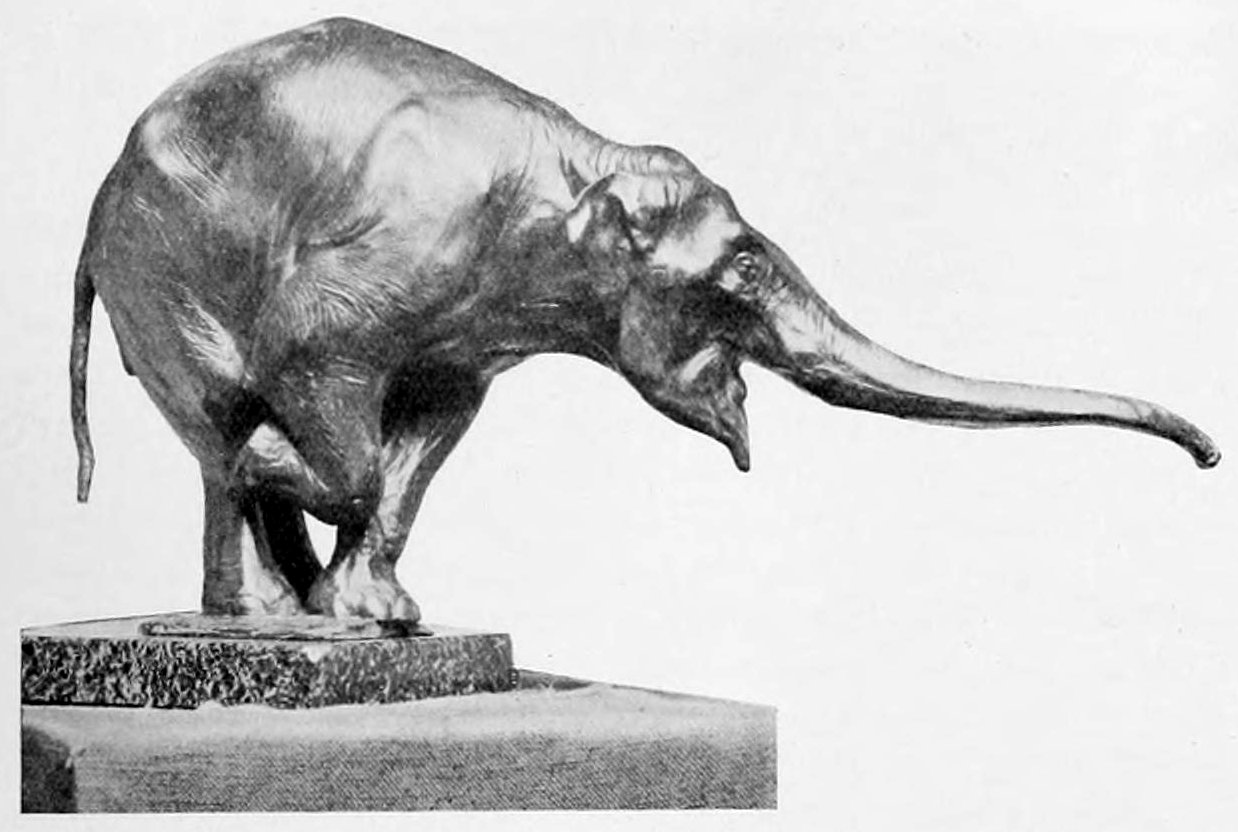
象 (1908)
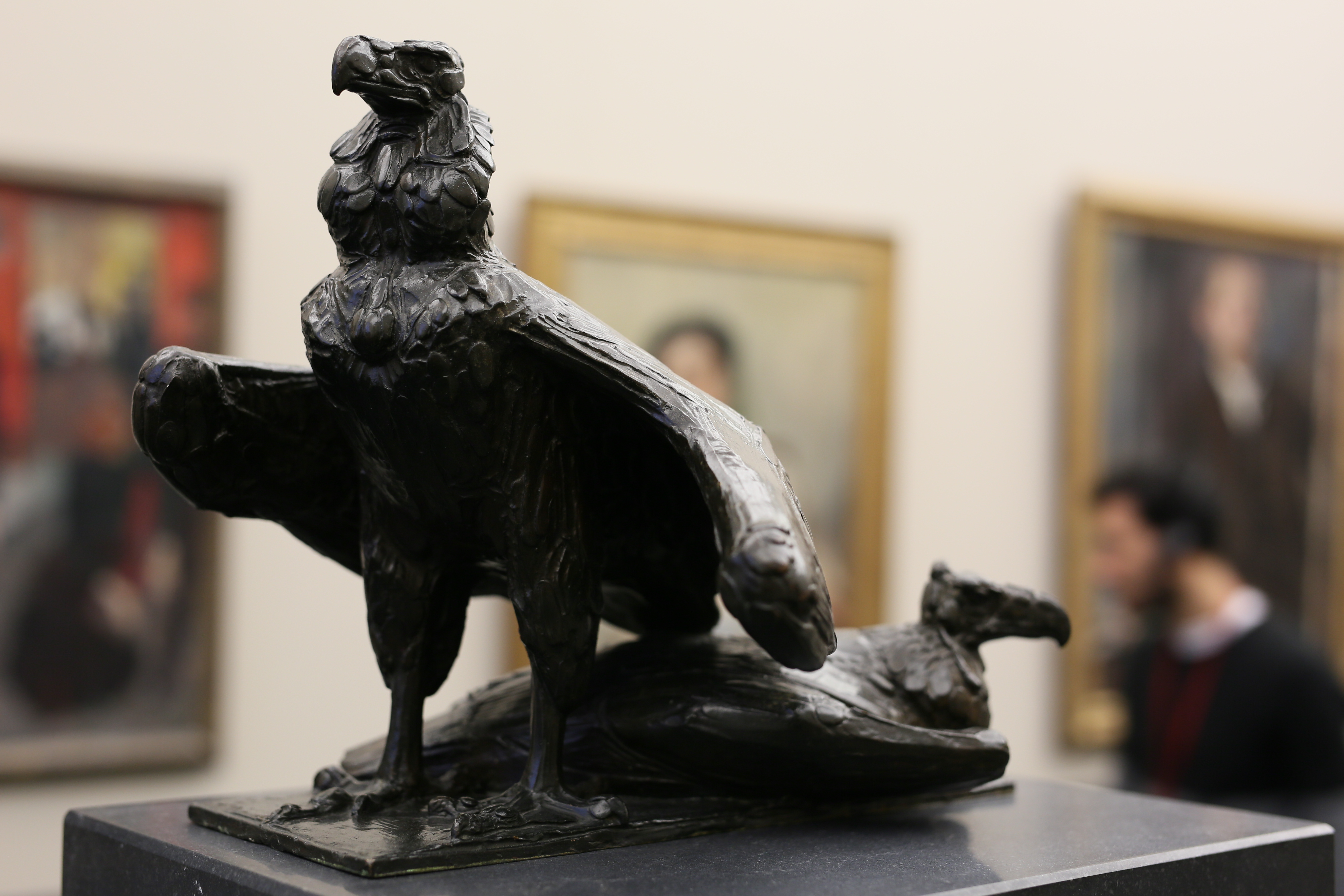
2羽の鷲 ベルリン美術館
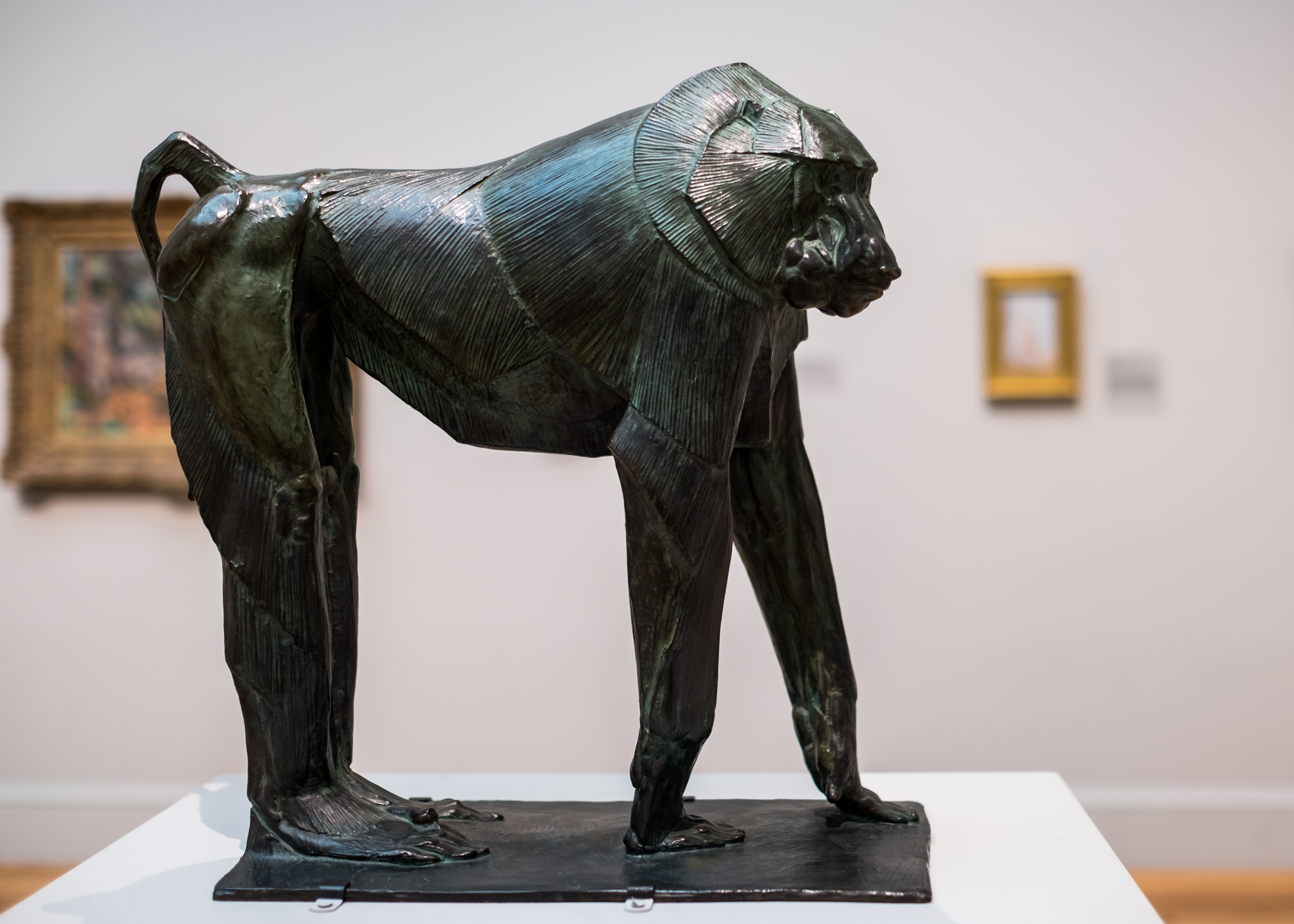
マントヒヒ